# Symplectoscyphus pedrensis
Symplectoscyphus pedrensis is een hydroïdpoliep uit de familie Sertulariidae. De poliep komt uit het geslacht Symplectoscyphus. Symplectoscyphus pedrensis werd in 1904 voor het eerst wetenschappelijk beschreven door Torrey. 